# Michael von Faulhaber
Michael von Faulhaber, född 5 mars 1869 i Klosterheidenfeld, död 12 juni 1952 i München, var en tysk kardinal och ärkebiskop. Han var biskop av Speyer från 1911 till 1917 och ärkebiskop av München och Freising från 1917 till 1952. År 1921 utsågs han till kardinal av påve Benedictus XV.
Kardinal Faulhaber var en av huvudförfattarna till Mit brennender Sorge.

## Utmärkelser
- Hedersmedborgare i München,  1949[1]
- Förbundsrepubliken Tysklands förtjänstorden - storkors,  1951[2]
- Järnkorset av 2:a klassen[3]
- Bayerska militärförtjänstorden
- Bayerska kronorden
- Sankt Hubertusorden
- Sankt Alexanderorden

[Redigera Wikidata]